# Естисак
Естисак (фр. Estissac) насеље је и општина у североисточној Француској у региону Шампањ-Арден, у департману Об која припада префектури Троа.
По подацима из 2011. године у општини је живело 1847 становника, а густина насељености је износила 71,98 становника/km². Општина се простире на површини од 25,66 km². Налази се на средњој надморској висини од 137 метара.

## Демографија
| 1962. | 1968. | 1975. | 1982. | 1990. | 1999. | 2011. |
| ----- | ----- | ----- | ----- | ----- | ----- | ----- |
| 1.685 | 1.740 | 1.761 | 1.757 | 1.611 | 1.724 | 1.847 |

График промене броја становника у току последњих година